# Spas Dschonew
Spas Iliew Dschonew (bulgarisch Спас Илиев Джонев; * 2. September 1927 in Nowo Selo, Plowdiw, Bulgarien; † 8. Dezember 1966 in Sofia) war ein bulgarischer Schauspieler.

## Leben
Spas Iliew wurde in einem kleinen Dorf im Oblas Plowdiw geboren. Bereits in der Jugend stand er auf der Bühne und war ab 1944 regelmäßig beim Theater engagiert. Im Alter von 26 Jahren zog er nach Sofia, wo er ab 1953 am Nationaltheater „Iwan Wasow“ spielte. Während er hauptsächlich auf der Bühne stand und Stücke von Friedrich Schiller bis Maxim Gorki spielte, war er vereinzelt auch beim Bulgarischen Film, darunter in Die Kleine und Männer zu sehen.
Am 8. Dezember 1966 verstarb Dschonew im Alter von 39 Jahren an den Folgen seiner Leberkrebserkrankung. Bis zu seinem Tod war er starker Alkoholiker gewesen.

## Filmografie (Auswahl)
- 1959: Die Kleine (Малката)
- 1966: Männer (Мъже)